# Хенмилит
Хенмилит (англ. Henmilite) — редкий минерал, относится к классу боратов. Добывается только в скарнах рудника Фука (Япония). Минерал представляет собой борат меди. Подобное сочетание присутствует ещё у бандилита (CuCl[B(OH)4]).

## Открытие и название
Хенмилит был открыт в 1986 году в руднике Фука в префектуре Окаяма (остров Хонсю, Япония). Хенмилит встречается на шахте Фука в скарнированных мраморах и приурочен к мелким полостям в пентагидроборитовых прожилках, секущих мрамора. Название было дано в честь профессора К. Хенми и его дочери доктора С. Хенми (университет Окаяма), исследовавших минералогию скарнов рудника Фука и обнаруживших три новых минерала.

## Кристаллография
| Сингония                  | Триклинная                                                          |
| Параметры ячейки          | a = 5,76Å, b = 7,97Å, c = 5,64Å α = 109,61°, β = 91,47°, γ = 83,68° |
| Отношение                 | a: b:c = 0,723 : 1 : 0,708                                          |
| Объем элементарной ячейки | V 242,40 Å³ (рассчитано по параметрам элементарной ячейки)          |

## Оптические свойства
| Тип                             | двухосный (-)                       |
| Показатели преломления          | nα = 1,585 nβ = 1,608 nγ = 1,615    |
| угол 2V                         | измеренный: 58° , рассчитанный: 56° |
| Максимальное двулучепреломление | δ = 0,030                           |
| Оптический рельеф               | умеренный                           |
| Дисперсия оптических осей       | слабая                              |

## Химический состав
| Химический элемент | %     | % оксида    |
| ------------------ | ----- | ----------- |
| Кальций            | 21,70 | 30,36       |
| Медь               | 17,20 | 21,53 (CuO) |
| Бор                | 5,85  | 18,85       |
| Водород            | 3,27  | 29,26       |
| Кислород           | 51,97 | -           |